# 谢斯 (朗德省)
谢斯（法語：Siest）是法国朗德省的一个市镇，属于达克斯区（Dax）达克斯南县（Dax-Sud）。该市镇总面积2.91平方公里，2009年时的人口为111人。

## 人口
谢斯人口变化图示